# Solva symata
Solva symata är en tvåvingeart som beskrevs av Seguy 1948. Solva symata ingår i släktet Solva och familjen lövträdsflugor.
Artens utbredningsområde är Laos. Inga underarter finns listade i Catalogue of Life.